# 保加利亞的歐元硬幣
保加利亚的歐元硬幣将自2026年起使用，以代替保加利亚的当今的货币列弗。保加利亚原计划在2015年1月1日正式加入欧元区，和保加利亚在2007年1月1日的欧盟成員正式生效同日。但直到2025年6月，加入欧元区的申请才被欧盟委员会和欧洲中央银行批准。在保加利亚2005年4月25日上加入欧盟条约的签署的时候，保加利亚的国家银行用1.95583列弗的价值发行一枚纪念币，它正好是1欧元的價值。

## 外部連結
- 歐洲中央銀行(www.ecb.int)（页面存档备份，存于）